# スーパーアレスタ
『スーパーアレスタ』 (SUPER ALESTE) は、1992年に東宝から発売された縦スクロールシューティングゲーム。製作はコンパイル。北米では『Space Megaforce』のタイトルで発売された。

## 概要
コンパイル製作のトップビュー2Dシューティングゲーム、『アレスタ』（1988年）シリーズの第5作目にあたる。同シリーズは各タイトル同士で複数の世界観の繋がりが見られるが、本作はどのタイトルとも繋がりを持たない完全に独立した世界観となっており、後にコミカライズされている。
システム的にはPCエンジンで発売された『ガンヘッド』（1989年）およびファミリーコンピュータで発売された『ガンナック』（1990年）を踏襲しており、対応ハードがスーパーファミコン（以下SFC）に移行したことで、グラフィックや音質の向上及び拡大・縮小・回転機能を使用した演出など、SFCの性能をフル活用した作りになっている。拡大・縮小・回転機能を象徴するように、ゲーム中ではそれらを使用した簡単な操作体験を行える「おまけ」モードも収録されている。
音楽は当時同社に所属していた田中勝己、竹内啓史、長尾亮利の3名が手掛けている。
1ステージあたりの長さは比較的長く、全ステージクリアには1時間以上掛かる。ステージ中には新たに「地形」の概念が存在するエリアも多く導入されているが、地形との接触に対しては強制スクロールによる画面アウトを除けば特にペナルティはなく、敵弾を遮断する防壁として使用することが可能。
自機・敵機共に画面内を占める弾数の密度が濃く、且つ耐久力の低い雑魚敵の編隊や破壊可能な敵弾・障害物が多数登場する。

## ストーリー
西暦2048年、謎の巨大球体が地球に飛来した。直径15キロにも及ぶ球体は、世界中の都市に総攻撃を仕掛け、壊滅状態に陥れた。その後、この球体は中南米のジャングル上空で止まると、勝手に浮遊都市を建設しだす。新鋭の攻撃機・アレスタ部隊が地球連合軍から派遣するも、返り討ちに遭う。アレスタ隊0087のパイロット、ラズが意識を取り戻した時、密林の中に不時着していた。彼の機は大破しており、彼の身体もダメージを受けていた。
その時、意識の中で声が響いた。「私は球体に幽閉された意思体。あなたがたの攻撃によってできた隙をつき、球体の呪縛から逃れることができた。ありがとう。」そしてラズの身体とアレスタと融合させてくれないだろうか、という交渉を持ちかけた。何故なら、巨大球体がエネルギー源としている制圧下の惑星を解放しなければ、巨大球体の中心部分には突入ができなく、それができるのはハイパワーを持ったアレスタ機だけの様だった。無数の緑色をした繊維体がアレスタ機を取り巻いて修理した。それを見たラズは地球の未来を意思体の力に賭けてみることにした。すると繊維体はコックピットに沈むラズの身体にも伸びてきて、彼の怪我は完治した。
球体内部に封じられた「意志体」の一人・ティは、植物の蔓に化けてアレスタ部隊のエースパイロット・ラズを助けた後、破損した彼の愛機を改造して自ら融合し、地球連合の切り札だった「アレスタ」は「スーパーアレスタ」となる。
スーパーアレスタはジャングル上空で謎の巨大球体による迎撃システムと地上絵の攻撃を潜り抜けた後、宇宙へ向かい、敵の要塞・ ロノ(Lono)や補給基地の強襲にあたる。
それから彼は火炎宇宙と呼ばれる空間へ移動し、火炎の軌跡を残す敵機や急膨張する惑星、火炎放射砲台・ミサイルポッドが搭載された防衛施設などと熾烈な戦いを繰り広げたのち、敵が資源採掘を行っている惑星内部を攻略する。敵の中継基地を破壊した後、先の惑星から削り取られた岩石群（アステロイド）が散らばる地帯へ進み、ボスであるルバーと対決する。ルバー撃破後、 超巨大戦艦を攻略し、ボスであるキャリア・ノントと対決する。
スーパーアレスタは再び地球に帰還するも、地球は巨大球体に更なる侵略を受けており、冒頭のジャングルは既に消滅し地表がむき出しとなっていた。スーパーアレスタは再び敵の迎撃システムからの攻撃をかいくぐりながら、球体内部へ侵入する。
その内部はどこか生物的なところがあり、しまいには分裂・結合する敵まで現れる始末だった。そして、スーパーアレスタは異形の怪物・ルシフェル(Lucifer)と対峙する。

## ゲーム内容

### システム
プレイヤーは自機・スーパーアレスタを操作することで各種攻撃を駆使して敵機や障害物を攻略しながらステージ道中を進み、基本的に最深部に待ち受けるボスを倒すことでステージクリアとなる。
全12面・1周で構成される通常モードとは別に、簡略化された4つの面をプレイする「SHORT GAME」というモードがあり、初心者は操作方法を学ぶためのチュートリアル、上級者はスコアアタックとしてプレイが可能。
自機の操作は十字キー8方向と攻撃用2ボタン（ショット、ボム）・操作用2ボタン（スピード調節、ショットコントロール）の計4ボタンで行われる。各ボタン配置はオプション設定で任意に変更できる。
自機は下記の特定条件下で敵機・敵弾との接触によるダメージを受けるか、または地形などの障害物に阻まれた状態で強制スクロールによる画面アウトを起こすと1ミスとなり、残機を1機失った状態で復活して再開される。その際自機は一定時間白く点滅し、敵機からの攻撃を一切受け付けない無敵状態となる。

画面アウトによるミスの場合、状況によっては地形に埋もれた状態で再開される場面も見られるが、その際自機は一度地形外に移動するまで地形内を移動することが可能（一度地形外に移動すると、再度地形内へ侵入することはできない）。ただしこの操作は無敵時間中のみ有効であり、無敵時間終了後も地形に埋もれ続けていた場合は即ミスとなるため、地形外への移動は迅速に行わなければならない。
復活方法の大きな特徴として、他のシューティングゲームにおいても数多く見られるような、いわゆる「その場復活」と「戻り復活」の両方を採用している点が挙げられる。

それぞれの残機数は個別に設定されており、初期状態の残機はその場復活は1機、戻り復活は2機ストックされている。画面上ではその場復活は黄色、戻り復活は白色のアイコンで表示され、その場復活の残機は戻り復活の残機に重なる形で表示される。ミス時にはその場復活の残機が優先的に消費されて復活が行われ、その場復活の残機が無くなり次第戻り復活の残機が消費される。戻り復活の残機が0の状態でミスをするとゲームオーバーとなる。
残機の追加（エクステンド）は、戻り復活は獲得スコアが50,000点→200,000点→以降500,000点に到達するごとに、その場復活は一部アイテム（後述）の取得によって行われるが、戻り復活の残機が0の状態ではその場復活のエクステンドは成立しない。

### ウェポン
自機のショットは8種類のウェポン（武器）の中から1つを装備して使用することができる。一部のウェポンは敵の発射する破壊不能弾をかき消す能力を持つ。
ショットレベル
各ウェポンにはLv.0 - 6の全7段階のショットレベルが存在し、レベルが高いほど威力や攻撃範囲が高まり強力になる。レベルアップは下記の各アイテムの取得によって行われる。
自機が敵機・敵弾との接触によりダメージを受けるとウェポンはレベルダウンしてしまい、Lv.1以下の状態でダメージを受けると1ミスとなる。ただしウェポンがLv.2以上であれば即ミス扱いにはならず（強制スクロールによる画面アウトを除く）、レベルダウンと引き換えにミスを回避できる。
レベルの下がり幅はダメージを受けた時点でのレベルによって変動し、Lv.2は2段階、Lv.3･5は3段階、Lv.4･6は4段階分のレベルダウンが発生する（言い換えるとLv.2 - 4はLv.0へ、Lv.5･6はLv.2へレベルダウンする）。従ってLv.5･6の状態であれば2回まで連続でミスの回避が可能である。とはいえ、一度レベルダウンしてしまうとステージ攻略が厳しくなるため、アイテム回収に専念して態勢を立て直す必要がある。
ショットコントロールシステム
Rボタンを押すことで、各ウェポンの性質を切り替えるショットコントロールシステムを搭載している。切り替えによる効果はウェポンによって様々だが、これにより1つの武器でも性質の使い分けによるバリエーションに富んだ戦法が可能となり、上手く活用することでステージ攻略を優位に進めることができる。
性質の切り替えは主にRボタンを押した時点で行われるが、一部のウェポンはRボタンを押し続けている間だけ切り替えが行われる。
ウェポン一覧
以下、番号・括弧内はゲーム中のウェポンのナンバー及び略称。
1. マルチショット(MUL)
初期装備。直線状に飛ぶ基本的なショットを多方向へ発射する。上位のレベルほど発射数が増加し、攻撃範囲が広くなる。また、一部を除く他のウェポンからもサブショットとして発射される（軌道・発射数は各ウェポンごとに異なる）。
Rボタンを押すことで、ショットの発射フォーメーションを前方集中・左右拡散・後方拡散など、最大6種類まで切り替えることができる。フォーメーション数はレベルに応じて追加される。他のウェポンのような貫通力や敵弾かき消し能力こそ持たないものの、状況に応じたフォーメーションに切り替えることにより高い汎用性を発揮し、臨機応変に対処が可能。
2. レーザー(LAS)
敵を貫通する、水色のレーザーを発射する。レーザーは破壊不能弾をかき消すことが可能。上位のレベルほどレーザーが長くなり、発射数も増加する。
Rボタンを押すことで、レーザーを通常の「ノーマルタイプ」と「ホーミングタイプ」に切り替え可能。ホーミングタイプでは発射されるレーザーの内1本（Lv.6のみ2本）がオレンジ色に変化し、自動で敵に纏わりついて攻撃するようになる。
3. サークル(CIR)
自機の周囲を回転する、緑色の防御用球体を展開する。また、自機からは前方にサブショットを発射可能。球体は敵や地形を貫通し、敵に接触している間は常にダメージを与え続けるほか、破壊不能弾をかき消すことが可能。上位のレベルほど球体が大きくなり、個数も増加する。球体に耐久制限は存在しないため、自機がミスをしない限りは敵機に接触しようとも消滅してしまうことはない。
Rボタンを押し続けている間は球体の回転が停止する。そのため固定した球体を直接敵に押しつけて攻撃に転じるなど、攻防一体の戦法が可能。
4. オールレンジショット(ALL)
自機と同じ移動方向へ飛ぶ、敵を貫通する青白い球状のショットを発射する。また、同時に正面へサブショットも発射する（こちらは常に正面に固定）。任意の方向に火力を集中させることができるため、文字通りオールレンジへの対処が可能。上位のレベルほど球状弾は大きく、貫通力が高くなり、発射数も増加する。
Rボタンを押し続けている間は、ショットが直前に発射していた方向に固定される。
5. ミサイル(MIS)
敵を高速で追尾するホーミングミサイルを発射する。また、同時に正面へサブショットも発射する。上位のレベルほどミサイルの発射数が増加する。命中精度が高く、画面内に出現しきっていない敵に対して先制攻撃を仕掛けることも可能。
Rボタンを押すことで「ホーミングミサイル」が無誘導の「ノーマルミサイル」に切り替わり、ミサイルの発射方向が若干変化し、常に一定の軌道を進むようになる。
6. チャージガン(C.G.)
ボタンを押し続けることによりエネルギーをチャージし、離すことで前方へ敵や地形を貫通する強力なビーム（チャージ時間が非常に短い場合は球状弾）を一定時間発射する、いわゆる溜め撃ちタイプのウェポン。チャージ中は自機前方に攻撃判定を持った円形のエネルギーが出現し、チャージ段階に比例してエネルギーも大きくなる。発射されるビーム及びチャージ中のエネルギーは破壊不能弾をかき消すことが可能。また、チャージ中は同時に前方へサブショットを発射する。このサブショットは自機の左右移動に合わせて若干斜め方向へ傾けて発射される性質を持つ。
レベルに応じてチャージ上限が1段階ずつ追加され、上位のレベルほどビームが太くなり、発射数も増加する。特に最高レベルならば画面の半分以上を覆い尽くすほどの圧倒的な攻撃範囲を誇る。
Rボタンを押すことで通常の「ノーマルチャージ」と「クイックチャージ」との切り替えが可能。クイックチャージではサブショットが一切発射されなくなる代わりにチャージ速度が通常の倍速に変化するほか、自機の背後にも攻撃判定が現れる。
7. スプライト(SPR)
『グラディウス』のように自機の動きをトレースする緑色のオプションを装備する。自機のショットに合わせてオプションも正面にショットを発射し、上位のレベルほどオプションの最大数が増加する。周囲へ散布することによる広範囲攻撃や、一点に結集させることによる火力結合など、戦術的な使い方が可能。
オプションは敵や地形を貫通し（ショットは貫通しない）、破壊不能弾を受け止めてかき消すことも可能。しかしサークルとは対照的にこちらには耐久制限が存在するため、敵との接触や被弾などによってダメージを受けると縮小していき、やがて消滅（＝火力低下）してしまうという欠点を持つ。
Rボタンを押すことでオプションが水色に変化、自機との位置関係が固定される。ただしレベルアップやエクステンド、エリア開始時には位置関係が崩れてしまう。
8. クラッカー(CRA)
前方正面に球状の弾を発射する。球状弾は敵を貫通するほか破壊不能弾をかき消すことも可能で、敵や地形に着弾するとそこから放射状に小型弾をばら撒いて周囲を攻撃する。上位のレベルほど球状弾は大きく、貫通力が高くなり、着弾時にばら撒く弾の量が増加する。
Rボタンを押すことで、球状弾が自機の左右移動時に慣性の影響を受けて発射されるようになる。

### アイテム
各アイテムは主に特定のキャリアーの破壊、または地形ブロックの中に隠される形で出現する。一部のアイテムは取得すると自機が一瞬白く点滅し、その間は無敵状態となる。
オレンジカプセル
レベルに応じた数だけ取得すると、ウェポンが1段階レベルアップする。エリア内に最も多く出現する。また、ミスやレベルダウン時には救済処置として、通常よりも少ない取得数でのレベルアップが可能。
グリーンカプセル
取得すると即時に装備中のウェポンが1段階レベルアップする。
ウェポンカプセル（赤）
表示されているナンバーのウェポンに装備を変更する。装備中のウェポンと同じナンバーのカプセルを取得した場合は、ウェポンが1段階レベルアップする。また、ミス時やボス戦が長引いた場合にもこのキャリアーが出現する。
ウェポンカプセル（緑）
取得時の効果はウェポンカプセル（赤）と同様だが、こちらは常にナンバーが変化している（番号順にループする）。こちらのカプセルにはショットを当てることができ、当てている間はカプセルの動きが止まり、且つナンバーが固定される。また、ショットをしばらく当て続けることで後述のエネミーイレイサーに変化する。
ボムカプセル
取得するとボムを1発補充する。最大12発までストック可能。
エネミーイレイサー
ウェポンカプセル（緑）にしばらくショットを当て続ける、もしくは長時間放置することでこのエネミーイレイサーに変化する。また、極稀にキャリアーから直接出現することもある。
大型のエネルギー球状のアイテムで、取得した瞬間に画面全体にフラッシュが生じ、画面内の敵と敵弾を一掃する。また、取得するごとにその場復活の残機が1機エクステンドする。
ランダー
隠しアイテム。同社製作のゲーム『ランダーの冒険』に登場するキャラクターで、取得するとウェポンが1段階レベルアップし、戻り復活の残機が1機エクステンドする。
また、ウェポンカプセル（緑）同様にショットを当てることができ、当て続けることでカラーが赤色に変化する。この状態で取得すると戻り復活に加えてその場復活の残機もエクステンドするほか、ウェポンがレベルアップ＋４され、且つボムが1発補充されるといった追加特典が得られる。

### 難易度
本作には以下5種類の難易度が存在し、オプションで任意に選択することができる。また、各難易度によってエンディングに表示されるイラストが変化する。
- NORMAL - デフォルトで設定されている通常の難易度。
- HARD - NORMALの上位版に相当し、敵の速度・攻撃が強化されている。
- HYPER - HARDの上位版に相当し、更に敵が強化されている。
- とりっきー - NORMALをベースに、近年の弾幕系シューティングゲームのように、敵や敵弾、障害物を破壊すると撃ち返し弾が発生する特殊モード。
- るなてぃっく - とりっきーの上位版に相当し、更に敵が強化されている。本作で最高の難易度を誇る。

### 日本国外版の変更点
本作の海外版『SPACE MEGAFORCE』は、国内版とは以下の異なる点が存在する。
- ヒロインのティが削除され、ゲーム中には一切登場しない。
- 一部SEやウェポンの名称・略称が変更されている。
- AREA 3･9のBGMがAREA 6･10のものに差し替えられている。
- ボスやアイテム取得時のボイスが全て差し替えられている。
- エンディングが変更され、夕焼けをバックにラズがコクピットからグッドサインを掲げるものになっている。

## スタッフ
- エグゼクティブ・プロデューサー：小林章、MOO仁井谷（仁井谷正充）
- プロデューサー：角田純一、竹野雅人、谷田貴史
- 企画：じぇみに広野（広野隆行）
- プログラム：じぇみに広野（広野隆行）
- グラフィック：JANUS寺本（寺本耕二）、KEROL WATANABE、ITOH、KOSHIO、村長さわ、OHNISHI
- サウンド：竹内啓史、長尾亮利、田中勝己
- スペシャル・サンクス：末永勝治、MATSUOKA、コンパイルスタッフ

## 評価
- ゲーム誌『ファミコン通信』の「クロスレビュー」では、8・8・8・8の合計32点（満40点）でゴールド殿堂入りを獲得[5]、レビュアーからの肯定的な意見としては、「典型的なパワーアップ型で、熱中度はかなり高い」、「コンティニュー画面などにみられるまるまっちいキャラクターを除けば、わりとかっこよく決まってると思う」、「何度挑戦してもすぐ死ぬんだけど、やめられない」、「ゲームシステムは新設」などと評されている。その一方で、新しさに欠けるといった指摘や、アイテムが画面上にたくさん出てくる点を指摘する声も寄せられた[6]。

- ゲーム誌『ファミリーコンピュータMagazine』の読者投票による「ゲーム通信簿」での評価は以下の通りとなっており、21.45点（満30点）となっている[1]。この得点はスーパーファミコン全ソフトの中で106位（323本中、1993年時点）となっている[1]。また、同雑誌1993年8月情報号特別付録の「スーパーファミコンオールカタログ'93」では、「8種類の武器は6段階までパワーアップしていき、最大になると気持ちいいぐらいハデな攻撃になる。とにかく、理屈抜きで撃って撃って撃ちまくるゲームだ」と紹介されている[1]。

| 項目 | キャラクタ | 音楽 | 操作性 | 熱中度 | お買得度 | オリジナリティ | 総合  |
| 得点 | 3.59       | 3.75 | 3.69   | 3.71   | 3.44     | 3.27           | 21.45 |

## 漫画版
『月刊アスキーコミック』にて1992年8月号 - 1993年1月号まで連載、後に単行本化された。ゲーム中では描かれなかったスーパーアレスタを巡る地球側の陰謀を主軸にストーリーが展開される。